# Мильтиад Старший
Мильтиа́д (греч. Μιλτιάδης; ? — после 524 года до н. э.) — тиран Херсонеса Фракийского и основатель одноименного города.

## Жизнь Мильтиада
Мильтиад принадлежал к роду Филаидов — одному из самых влиятельных в Афинах. Он был сыном Кипсела и по матери последнего, вероятно, правнуком одноименного тирана Коринфа. В 559 году до н. э., вскоре после установления в Афинах тирании Писистрата, он откликнулся на призыв обитавших на Херсонесе Фракийском долопов, которые попросили его командовать ими в оборонительной войне против вторгшихся с севера апсинфийцев. Мильтиад также пригласил всех желающих принять участие в походе колонистов под его руководством; Писистрат, который был рад избавиться таким образом от опасного человека и других недовольных элементов в Афинах, не чинил ему препятствий, но и не принял в этом мероприятии никакого участия, как, впрочем, и аттическая община.
Нет никаких свидетельств, что Мильтиад, покинув родину, действовал на Херсонесе по поручению тирана или хотя бы в контакте с ним; его намерением было создать своё собственное самостоятельное правление. По свидетельству Геродота, он принял управление страной и был сделан долопами их «тираном», что свидетельствует о том, что их род признал его своим главой. Он оправдал оказанное ему доверие. Воздвигнув стену через перешеек, от Кардии до Пактии, он создал заслон последующим нападениям апсинфийцев. Пактия, в которой греки, очевидно, не проживали, и Кардия, где давно осели милетяне и клазоменцы, получили теперь новых колонистов; аналогичным образом Мильтиад, ойкист, заселил расположенные на юго-западе полуострова местечки Крифот и Элай. У середины он затем заложил город Херсонес. По отношению к названным городам он, по-видимому, выполнил лишь роль основателя; будучи же властителем долопов, он мог располагать их общиной в боях против внешних врагов.
Такая война разразилась в 546 году до н. э., когда в городе Лампсаке, расположенном неподалёку на азиатском берегу Геллеспонта, не захотели мириться с новой ситуацией в Херсонесе. В ходе войны Мильтиад попал в плен к лампсакийцам и был освобожден лишь после вмешательства лидийского царя Крёза, с которым он связался сразу же после своего прибытия. Нет данных ни об исходе этой войны, ни о том, произошло ли в ходе её взятие «крепости Арата», за которое ойкист вместе с руководимыми им «людьми из Херсонеса» пожертвовал в Олимпию дар. Его положение на полуострове, впрочем, не потерпело ущерба из-за временного пребывания в плену, ибо, когда он умер вскоре после 524 года до н. э., ему были возданы героические почести, положенные ойкисту, от «херсонеситов», под которыми, вероятно, следует понимать жителей всех основанных или обжитых им поселений, а не только города Херсонеса.
Мильтиаду в качестве тирана наследовал Стесагор, который последовал за ним при переселении на полуостров. Стесагор был сыном сводного брата Мильтиада, Кимона. Сыном Кимона был и следующий тиран Херсонеса — знаменитый полководец, носивший то же имя Мильтиад.
Мильтиад был победителем в гонках квадриг на 55-х Олимпийских играх (560 год до н. э.). По тогдашнему обычаю, звание победителя (олимпионика) присуждалось владельцу победившей упряжки, а не непосредственно участвовавшему в гонке возничему.